# Suzy Guerra
Susana Guerra, mais conhecida como Suzy Guerra, e anteriormente como Susana Mota ou Suzy, é uma cantora portuguesa.

## Biografia
Susana nasceu na Figueira da Foz e desde muito cedo demonstrou grande prazer em cantar. Actuou pela primeira em palco, quando tinha 6 anos de idade, no Cineteatro Caras Direitas em Buarcos.
Ainda muito jovem mudou-se para Lisboa onde começou a cantar com os Onda Choc, grupo infanto-juvenil de grande sucesso. Susana também deu voz ao primeiro tema de abertura da série de televisão infanto-juvenil Uma Aventura.
No Natal de 1999 colabora com Os Anjos no tema "Esta Noite Branca" que aparece na reedição do álbum "Ficarei".
Com o nome de Susana lançou seu primeiro álbum a solo. Neste disco participou o cantor João Portugal que colabora no tema "Vida". O tema fez parte da compilação que a Rádio Renascença promoveu em 2001.
Entre 2002 e 2003 desempenhou o papel de Sally no musical "My Fair Lady" de Filipe La Feria.
Em 2005 decidiu atravessar o Atlântico e tentar a sua sorte no Canada.
Em dezembro de 2009 participou no musical "Alice e a Magia do Natal", ao lado de nomes como Ricardo Soler, Helena Vieira, Bernardo Gavina e Beatriz Costa, integrado no evento "Óbidos Vila Natal".
Atuou ao vivo como cantora ao lado de nomes como DJ Diego Miranda, DJ Rita Mendes, entre outros. Surgiu assim a oportunidade de trabalhar com o DJ Kourosh (DJ Revelação 2008) e com o DJ Disimmon (Miguel Simões). Gravaram o tema "Candyland" (letra da sua autoria) que foi incluido na colectânea "Summer Jam 2010" creditada a Kourosh Tazmini & Disimmon Feat. Suzy G.
Em 2014 venceu o Festival RTP da Canção com a canção "Quero Ser Tua" da autoria de Américo Monteiro, Ela representou Portugal no Festival Eurovisão da Canção de 2014 que se realizou em Copenhaga, na Dinamarca, com a música "Quero Ser tua", ficando em 11º lugar de 16 canções concorrentes, falhando a qualificação por um ponto.
O seu novo disco foi editado ainda em 2014.
Mudou de nome para Suzy Guerra e lançou um novo álbum HIGHER em 2021.

## Discografia
- Vida (Cd, NZ, 2000)
- HIGHER (2021)

Outros
- Uma Aventura (1999)
- Esta Noite Branca (Parceria com Anjos, 1999)
- Candyland (compilação Summer Jam, 2010)